# Rally Príncipe de Asturias de 1987
El Rally Príncipe de Asturias de 1987, oficialmente 24.º Rally Príncipe de Asturias, fue la vigésimo cuarta edición, la 38 cita de la temporada 1987 del Campeonato de Europa de Rally y la octava de la temporada 1987 del Campeonato de España de Rally. Se celebró del 18-19 de septiembre y contó con un itinerario de veintiséis tramos que sumaban un total de 300 km cronometrados.

## Itinerario
| Día   | Tramo | Nombre            | Hora  |
| ----- | ----- | ----------------- | ----- |
| Día 1 | TC1   | San Tirso         | 19:27 |
| Día 1 | TC2   | El Cordal         | 20:00 |
| Día 1 | TC3   | La Foz            | 20:25 |
| Día 1 | TC4   | San Tirso         | 21:14 |
| Día 1 | TC5   | El Cordal         | 21:49 |
| Día 1 | TC6   | La Foz            | 22:14 |
| Día 1 | TC7   | San Tirso         | 23:03 |
| Día 2 | TC8   | Blimea - Faya     | 00:40 |
| Día 2 | TC9   | Santa Bárbara     | 01:09 |
| Día 2 | TC10  | Blimea - Faya     | 01:41 |
| Día 2 | TC11  | Santa Bárbara     | 02:11 |
| Día 2 | TC12  | Oviedo            | 11:01 |
| Día 2 | TC13  | Piloña            | 12:05 |
| Día 2 | TC14  | Moandi            | 12:41 |
| Día 2 | TC15  | Torre             | 13:40 |
| Día 2 | TC16  | Carrandi-Libardón | 14:21 |
| Día 2 | TC17  | Miravalles        | 14:46 |
| Día 2 | TC18  | Moandi            | 16:45 |
| Día 2 | TC19  | Torre             | 17:44 |
| Día 2 | TC20  | Carrandi-Libardón | 18:27 |
| Día 2 | TC21  | Miravalles        | 18:52 |
| Día 2 | TC22  | Moandi            | 19:59 |
| Día 2 | TC23  | Torre             | 20:58 |
| Día 2 | TC24  | Carrandi-Libardón | 21:41 |
| Día 2 | TC25  | Miravalles        | 22:06 |
| Día 2 | TC26  | Piloña            | 23:03 |

## Clasificación final
| Pos. | Piloto               | Copiloto          | Automóvil               | Tiempo       | Diferencia |
| ---- | -------------------- | ----------------- | ----------------------- | ------------ | ---------- |
| 1.   | Carlos Sainz         | Antonio Boto      | Ford Sierra RS Cosworth | 3:42:37      | 0.0        |
| 2.   | Jesús Puras          | José Arrarte      | Renault 11 Turbo        | 3:52:17      | +9:40      |
| 3.   | Mohammed Ben Sulayem | John Spiller      | Ford Sierra RS Cosworth | 3:56:39      | +14:02     |
| 4.   | Gustavo Trelles      | Daniel Muzio      | Renault 5 GT Turbo      | 3:57:43      | +15:06     |
| 5.   | Evangelino Otero     | Ventura Giménez   | Renault 5 GT Turbo      | 3:58:48      | +16:11     |
| 6.   | Francisco Cima       | Jacinto Martíenz  | Renault 5 GT Turbo      | 3:59:16      | +16:39     |
| 7.   | Alberto Hevia Granda | Laurencio Castaño | Renault 5 GT Turbo      | 4:01:23      | +18:46     |
| 8.   | Celso Palacios       | José A. González  | Renault 5 GT Turbo      | 4:05:13      | +22:36     |
| 9.   | «Merollo»            | Froilán Sánchez   | Renault 5 GT Turbo      | 4:07:17 4:00 | +24:40     |
| 10.  | Roland Holke         | J. Eriguren       | Peugeot 205 GTI 1.6     | 4:10:22      | +27:45     |